# Harald Norbelie
John Harald Norbelie, född 5 oktober 1944, död 6 september 2015 i Västergarn på Gotland, var en svensk journalist och författare.
Mellan 1983 och 1992 höll Norbelie i programmet Gata upp och gata ner i lokalradiokanalen Radio Stockholm, där han också varit chef. Harald Norbelie var en förespråkare för rivning av parkeringshuset Elefanten i Stockholms city. Under ett par års tid avslutade han nästan alla radioprogram med orden: "För övrigt anser jag att Parkeringshuset Elefanten bör rivas", alluderande på Cato den äldre.
Under några år berättade Norbelie om stockholmiana i P4 Radio Stockholms program Fråga Stockholm. Norbelie mottog S:t Eriksmedaljen (2008) och utmärkelsen Månadens stockholmare (maj 2008).
Då Norbelie blivit sjuk i cancer så drev han frågan om aktiv dödshjälp. Han skrev bl.a. en debattartikel på DN Debatt om att frågan borde utredas i Sverige. Norbelie avled av prostatacancer.